# Zawady-Tworki
Zawady-Tworki est un village polonais de la gmina de Prostki, dans le powiat d'Ełk, voïvodie de Varmie-Mazurie, au nord-est du pays.
Il est situé à environ 16 km au sud-est d'Ełk et à 139 km à l'est de la capitale régionale Olsztyn.